# Eleição municipal de São Vicente (São Paulo) em 2016
A eleição municipal de São Vicente em 2016 foi o 17.º pleito eleitoral realizado na história do município. O 1.º turno ocorreu em 2 de outubro e como uma das candidaturas logrou alcançar a maioria absoluta dos votos válidos registrados, não houve a necessidade de realização de um 2.º turno, originalmente previsto para ocorrer quatro semanas depois, em 30 de outubro. Isso deve-se ao fato de que São Vicente possui mais de 200 000 eleitores registrados e aptos ao voto e, dessa forma, atende ao critério eleitoral definido pelo inciso II do artigo n.º 29 da Constituição Federal para a realização de um 2.º turno caso a disputa eleitoral não tenha sido decidida na etapa anterior de votação.
Segundo dados do Tribunal Superior Eleitoral, 256 516 eleitores compunham o eleitorado vicentino apto a eleger 1 prefeito, 1 vice-prefeito e 15 vereadores para a Câmara Municipal em 2016.

## Candidaturas oficiais
| Candidaturas deferidas pelo TSE para a disputa eleitoral | Candidaturas deferidas pelo TSE para a disputa eleitoral | Candidaturas deferidas pelo TSE para a disputa eleitoral | Candidaturas deferidas pelo TSE para a disputa eleitoral | Candidaturas deferidas pelo TSE para a disputa eleitoral | Candidaturas deferidas pelo TSE para a disputa eleitoral | Candidaturas deferidas pelo TSE para a disputa eleitoral                                                            | Candidaturas deferidas pelo TSE para a disputa eleitoral |
| N.º                                                      | N.º                                                      | Candidato(a) a prefeito(a)                               | Candidato(a) a prefeito(a)                               | Candidato(a) a vice-prefeito(a)                          | Candidato(a) a vice-prefeito(a)                          | Coligação | Situação                                                 |
| -------------------------------------------------------- | -------------------------------------------------------- | -------------------------------------------------------- | -------------------------------------------------------- | -------------------------------------------------------- | -------------------------------------------------------- | --- | -------------------------------------------------------- |
|                                                          | 13                                                       |                                                          | Alfredo Martins (PT)                                     |                                                          | Eurides (PT)                                             | partido isolado | Não eleito                                               |
|                                                          | 14                                                       |                                                          | Luciano Batista (PTB)                                    |                                                          | Capitão Edson (PTB)                                      | Só o Trabalho constrói PTB / PTC                                                                                    | Não eleito                                               |
|                                                          | 15                                                       |                                                          | Pedro Gouvêa (PMDB)                                      |                                                          | Prof.ª Lurdinha (PSDB)                                   | Força pra Recomeçar PMDB / PSDB / PP / PPS / PSDC / PRTB / PHS / PMN / PMB / PSB / PV / PRP / Patriota / PPL / PROS | Eleito                                                   |
|                                                          | 18                                                       |                                                          | Kayo Amado (REDE)                                        |                                                          | Professor Maykon Santos (PSOL)                           | São Vicente: Cidade para Todos Nós REDE / PSOL                                                                      | Não eleito                                               |
|                                                          | 20                                                       |                                                          | Davi Morgado (PSC)                                       |                                                          | Dão Moreira (PSC)                                        | partido isolado | Não eleito                                               |
|                                                          | 22                                                       |                                                          | Fernando Bispo (PR)                                      |                                                          | Fernando Gomes (PR)                                      | partido isolado | Não eleito                                               |
|                                                          | 29                                                       |                                                          | Prof.º Marcelo Omena (PCO)                               |                                                          | Jair Vaz (PCO)                                           | partido isolado | Não eleito                                               |
|                                                          | 55                                                       |                                                          | Júnior Bozzella (PSD)                                    |                                                          | Dr. Fernando Xavier (PDT)                                | Juntos por São Vicente PSD / PDT / PRB / PSL / PTN / DEM / PCdoB / PTdoB                                            | Não eleito                                               |
|                                                          | 77                                                       |                                                          | Paulinho Alfaiate (Solidariedade)                        |                                                          | Dr.ª Vitória (Solidariedade)                             | partido isolado | Não eleito                                               |

## Pesquisa eleitoral

### Intenções de voto
| Data de divulgação     | Instituto de pesquisa | Contratante | Registro no TSE | Eleitores entrevistados | Margem de erro | Candidatos          | Candidatos            | Candidatos            | Candidatos        | Candidatos          | Candidatos             | Candidatos         | Candidatos           | Candidatos          | Brancos e nulos | Não sabem/Não responderam |
| Data de divulgação     | Instituto de pesquisa | Contratante | Registro no TSE | Eleitores entrevistados | Margem de erro | Pedro Gouvêa (PMDB) | Júnior Bozzella (PSD) | Luciano Batista (PTB) | Kayo Amado (REDE) | Fernando Bispo (PR) | Paulinho Alfaiate (SD) | Davi Morgado (PSC) | Alfredo Martins (PT) | Marcelo Omena (PCO) | Brancos e nulos | Não sabem/Não responderam |
| ---------------------- | --------------------- | ----------- | --------------- | ----------------------- | -------------- | ------------------- | --------------------- | --------------------- | ----------------- | ------------------- | ---------------------- | ------------------ | -------------------- | ------------------- | --------------- | ------------------------- |
| 21 de setembro de 2016 | IPAT                  | A Tribuna   | SP–06817/2016   | 800                     | ±3,5%          | 41,3%               | 7,2%                  | 5,4%                  | 4,3%              | 2,1%                | 2,0%                   | 1,9%               | 1,3%                 | 0,4%                | 17,9%           | 16,2%                     |

### Índices de rejeição
| Data de divulgação     | Instituto de pesquisa | Contratante | Registro no TSE | Eleitores entrevistados | Margem de erro | Candidatos            | Candidatos          | Candidatos         | Candidatos            | Candidatos          | Candidatos             | Candidatos           | Candidatos        | Candidatos          | Poderia votar em todos | Não sabem/Não responderam |
| Data de divulgação     | Instituto de pesquisa | Contratante | Registro no TSE | Eleitores entrevistados | Margem de erro | Luciano Batista (PTB) | Fernando Bispo (PR) | Davi Morgado (PSC) | Júnior Bozzella (PSD) | Pedro Gouvêa (PMDB) | Paulinho Alfaiate (SD) | Alfredo Martins (PT) | Kayo Amado (REDE) | Marcelo Omena (PCO) | Poderia votar em todos | Não sabem/Não responderam |
| ---------------------- | --------------------- | ----------- | --------------- | ----------------------- | -------------- | --------------------- | ------------------- | ------------------ | --------------------- | ------------------- | ---------------------- | -------------------- | ----------------- | ------------------- | ---------------------- | ------------------------- |
| 21 de setembro de 2016 | IPAT                  | A Tribuna   | SP–06817/2016   | 800                     | ±3,5%          | 27,4%                 | 24,5%               | 17,8%              | 16,4%                 | 15,0%               | 14,5%                  | 14,4%                | 12,8%             | 12,8%               | 32,3%                  | 12,3%                     |

## Resultados eleitorais

### Poder Executivo
O candidato Pedro Gouvêa (PMDB) sagrou-se vencedor do pleito já em 1.º turno em decorrência de ter alcançado a maioria absoluta dos votos registrados. O prefeito eleito conquistou 87 365 votos, o equivalente a 50,46% dos votos válidos. Seu mandato à frente da Prefeitura de São Vicente teve início em 1 de janeiro de 2017 e foi concluído em 31 de dezembro de 2020.
| Candidatos a prefeito(a)   | Candidatos a prefeito(a)          | Candidatos a vice-prefeito(a)  | Votação | Votação     |
| Candidatos a prefeito(a)   | Candidatos a prefeito(a)          | Candidatos a vice-prefeito(a)  | Total   | Porcentagem |
| -------------------------- | --------------------------------- | ------------------------------ | ------- | ----------- |
|                            | Pedro Gouvêa (PMDB)               | Prof.ª Lurdinha (PSDB)         | 87 365  | 50,46%      |
|                            | Kayo Amado (REDE)                 | Professor Maykon Santos (PSOL) | 48 641  | 28,10%      |
|                            | Júnior Bozzella (PSD)             | Dr. Fernando Xavier (PDT)      | 12 661  | 7,31%       |
|                            | Luciano Batista (PTB)             | Capitão Edson (PTB)            | 8 548   | 4,94%       |
|                            | Paulinho Alfaiate (Solidariedade) | Dr.ª Vitória (Solidariedade)   | 4 989   | 2,88%       |
|                            | Alfredo Martins (PT)              | Eurides (PT)                   | 3 719   | 2,15%       |
|                            | Fernando Bispo (PR)               | Fernando Gomes (PR)            | 3 559   | 2,06%       |
|                            | Davi Morgado (PSC)                | Dão Moreira (PSC)              | 3 357   | 1,94%       |
|                            | Prof.º Marcelo Omena (PCO)        | Jair Vaz (PCO)                 | 288     | 0,16%       |
| Total de votos válidos     | Total de votos válidos            | Total de votos válidos         | 173 127 | 173 127     |
| Votos apurados             |                                   |                                |         |             |
| Votos válidos              | Votos válidos                     | Votos válidos                  | 173 127 | 86,11%      |
| Votos em branco            | Votos em branco                   | Votos em branco                | 9 792   | 4,87%       |
| Votos nulos                | Votos nulos                       | Votos nulos                    | 18 125  | 9,02%       |
| Total de votos apurados    | Total de votos apurados           | Total de votos apurados        | 201 044 | 201 044     |
| Participação do eleitorado |                                   |                                |         |             |
| Comparecimentos            | Comparecimentos                   | Comparecimentos                | 201 044 | 78,37%      |
| Abstenções                 | Abstenções                        | Abstenções                     | 55 472  | 21,63%      |
| Total de eleitores aptos   | Total de eleitores aptos          | Total de eleitores aptos       | 256 516 | 256 516     |
| Fonte: g1                  |                                   |                                |         |             |

### Poder Legislativo
No sistema proporcional, pelo qual são eleitos os vereadores, o voto dado a um candidato é primeiro considerado para a coligação na qual o partido faz parte. O total de votos de uma coligação é que define quantas cadeiras o partido terá. Definidas as cadeiras, os candidatos mais votados do partido são chamados a ocupá-las. Abaixo encontram-se os candidatos a vereador eleitos, reeleitos e os que ficaram como suplentes para a 17.ª legislatura, iniciada em 1 de janeiro de 2017 e concluída em 31 de dezembro de 2020.
| N.º   | Candidato(a)               | Coligação         | Votos obtidos | Porcentagem | Situação      |
| ----- | -------------------------- | ----------------- | ------------- | ----------- | ------------- |
| 40640 | Dr. Palmieri               | PSB / PMDB / PEN  | 4 101         | 2,36%       | Eleito(a)     |
| 45645 | Higor Ferreira             | PSDB              | 3 190         | 1,84%       | Eleito(a)     |
| 45045 | Jabá                       | PSDB              | 3 138         | 1,81%       | Eleito(a)     |
| 40553 | Perivaldo do Gás           | PSB / PMDB / PEN  | 3 073         | 1,77%       | Reeleito(a)   |
| 10123 | Valter Vera                | PRB / PDT / PTdoB | 3 004         | 1,73%       | Não eleito(a) |
| 40234 | Léo Santos                 | PSB / PMDB / PEN  | 2 949         | 1,70%       | Eleito(a)     |
| 45050 | Felipe Rominha             | PSDB              | 2 841         | 1,64%       | Eleito(a)     |
| 45010 | Gil do Conselho            | PSDB              | 2 836         | 1,63%       | Suplente      |
| 15678 | Dercinho Negão do Caminhão | PSB / PMDB / PEN  | 2 689         | 1,55%       | Eleito(a)     |
| 40456 | Wilson Cardoso             | PSB / PMDB / PEN  | 2 667         | 1,54%       | Eleito(a)     |
| 25777 | Adilson da Farmácia        | DEM / PSD / PCdoB | 2 651         | 1,53%       | Eleito(a)     |
| 90123 | Alfredo Moura              | PROS              | 2 500         | 1,44%       | Reeleito(a)   |
| 40123 | Castelinho                 | PSB / PMDB / PEN  | 2 467         | 1,42%       | Suplente      |
| 90610 | Roberto Rocha              | PROS              | 2 275         | 1,31%       | Reeleito(a)   |
| 23190 | Sargento Barreto           | PPS / PV          | 2 137         | 1,23%       | Eleito(a)     |
| 40777 | Esdras Nascimento          | PSB / PMDB / PEN  | 2 026         | 1,17%       | Suplente      |
| 25645 | Dr. José Eduardo           | DEM / PSD / PCdoB | 2 016         | 1,16%       | Eleito(a)     |
| 13500 | Emerson Santos             | PT                | 1 987         | 1,14%       | Não eleito(a) |
| 40620 | Alexandre Rodrigues        | PSB / PMDB / PEN  | 1 867         | 1,08%       | Suplente      |
| 45234 | Gilmar André               | PSDB              | 1 841         | 1,06%       | Suplente      |
| 25123 | Dr. Eduardo                | DEM / PSD / PCdoB | 1 840         | 1,06%       | Suplente      |
| 12007 | Jacaré                     | PRB / PDT / PTdoB | 1 771         | 1,02%       | Não eleito(a) |
| 90700 | André Carioca              | PROS              | 1 762         | 1,01%       | Eleito(a)     |
| 10611 | Jura                       | PRB / PDT / PTdoB | 1 755         | 1,01%       | Não eleito(a) |
| 22699 | Dr. Flávio Santos          | PR                | 1 629         | 0,94%       | Não eleito(a) |
| 90456 | Renato de Lucas            | PROS              | 1 602         | 0,92%       | Suplente      |
| 55555 | Rodrigo Ozimo              | DEM / PSD / PCdoB | 1 599         | 0,92%       | Suplente      |
| 45555 | Tiça                       | PSDB              | 1 573         | 0,91%       | Suplente      |
| 25800 | Fábio Luiz                 | DEM / PSD / PCdoB | 1 507         | 0,87%       | Suplente      |
| 77100 | Edinho Ferrugem            | Solidariedade     | 1 505         | 0,87%       | Não eleito(a) |
| 65010 | Edivaldo da Primeira       | DEM / PSD / PCdoB | 1 495         | 0,86%       | Suplente      |
| 77007 | Marco Antonelli            | Solidariedade     | 1 495         | 0,86%       | Não eleito(a) |
| 90888 | Iha                        | PROS              | 1 412         | 0,81%       | Suplente      |
| 90333 | Douglinhas Progresso       | PROS              | 1 341         | 0,77%       | Suplente      |
| 90011 | Paulo Feliciano            | PROS              | 1 337         | 0,77%       | Suplente      |
| 18555 | Jefferson Cezarolli        | REDE / PSOL       | 1 311         | 0,76%       | Não eleito(a) |
| 43333 | Pedro Zebrão               | PPS / PV          | 1 300         | 0,75%       | Eleito(a)     |